# La Crosse (Wisconsin)
Pour les articles homonymes, voir La Crosse.
La Crosse est une ville des États-Unis, siège du comté de La Crosse dans le Wisconsin. La ville est bâtie le long du Mississippi et est connue pour son université et pour être le centre commercial de la région.

## Géographie
La population de La Crosse était de 51 818 habitants lors du recensement de 2000, soit la 12e plus grande ville de l'État du Wisconsin (8e si on ne compte pas les banlieues de grandes villes comme Milwaukee ou Chicago). Avec les villes avoisinantes, La Crosse compte 96 592 habitants.

## Histoire
Le nom date de l'époque de la Nouvelle-France, quand les trappeurs et coureurs des bois Canadiens-français virent les Amérindiens jouer à un jeu de balle avec des crosses. Après la vente de la Louisiane, le cartographe américain Zebulon Pike constata la même pratique ancestrale de ce jeu très populaire parmi les Amérindiens et conserva cette toponymie de la Louisiane française lors de sa cartographie de la région.

## Démographie
| Groupe                           | La Crosse | Wisconsin | États-Unis |
| -------------------------------- | --------- | --------- | ---------- |
| Blancs                           | 89,8      | 86,2      | 72,4       |
| Asiatiques                       | 4,9       | 2,3       | 4,8        |
| Afro-Américains                  | 2,3       | 6,3       | 12,6       |
| Métis                            | 2,2       | 1,8       | 2,9        |
| Autres                           | 0,4       | 2,4       | 6,2        |
| Amérindiens                      | 0,6       | 1,0       | 0,9        |
| Total                            | 100       | 100       | 100        |
|                                  |           |           |            |
| Hispaniques et Latino-Américains | 2,0       | 5,9       | 16,7       |

Selon l'American Community Survey, pour la période 2011-2015, 91,14 % de la population âgée de plus de 5 ans déclare parler anglais à la maison, alors que 3,63 % déclare parler une langue hmong, 2,80 % l'espagnol, 0,58 % l'allemand et 1,85 % une autre langue.

## Économie
Créée en 1885, la plomberie familiale Trane, créée James Trane et son fils Ruben, est à l'origine d'un groupe industriel d'équipements aérauliques et frigorifiques industriels employant 45 000 personnes dans le monde.  

## Jumelages
- Bantry (Irlande)
- Dubna (Russie)
- Épinal (France), ville près de laquelle se trouve deux usines Trane.
- Førde (Norvège)
- Friedberg (Bavière) (Allemagne)
- Kumbo (Cameroun)
- Luoyang (Chine)

## Monuments et édifices remarquables
- Cathédrale Saint-Joseph-Artisan

Parmi les édifices du Registre national des lieux historiques, on peut distinguer:
- Le couvent Sainte-Rose-de-Viterbe

## Sports
- Basket-ball :
  - 1985-1994 : Catbirds de La Crosse (CBA)
  - 1996-2001 : Bobcats de La Crosse (CBA)
- Baseball :
  - 1905-1940 : Blackhawks de La Crosse
  - 2003- : Loggers de La Crosse (Northwoods League)
- Hockey sur glace :
  - Coulee Region Chill (NA3HL)
- Indoor football :
  - 2000 : River Rats de La Crosse (IFL)
- Équipes universitaires :
  - Université du Wisconsin à La Crosse : Wisconsin Intercollegiate Athletic Conference, NCAA Division III

## Personnalités nées dans la ville
- Frieda S. Miller (1890-1973), haut fonctionnaire américaine
- Joseph Losey (1909-1984), cinéaste
- Danielle Trussoni (née en 1973), écrivaine
- Tim Gullikson (1951-1996),  joueur de tennis
- Tom Gullikson (né en 1951), joueur de tennis
- William Bunge (1928-2013), géographe
- Ed Gein (1906-1984), tueur en série